# 阿尔梅林
阿尔梅林是葡萄牙圣塔伦区的一座城市，面积222.1平方公里， 人口22,617人。

## 友好城市
- 法國 德勒